# Tomb Raider: The Osiris Codex
Tomb Raider: The Osiris Codex is het eerste spel uit de Tomb Raider trilogie voor mobiele telefoon, uit de serie computerspellen gepubliceerd door Eidos Interactive en ontwikkeld door Core Design. De avonturen van vrouwelijke archeoloog Lara Croft staan centraal. Dit deel werd uitgegeven in 2003.

## Type telefoons
De type telefoons waarvoor dit spel geschikt is, zijn: 
- Nokia 3200, 5100, 6100, 6220, 6610, 7210, 7250
- Nokia 3650, 7650, 6600
- Motorola v525, v600
- Motorola T720, T720i
- Sharp GX10, GX20
- Sagem My-V65
- Sony-Ericsson K700i, V600i
- Philips 650

## Het verhaal
De Leydon Parypus, een oud Egyptisch manuscript waarin sprake is van chemische processen en edele metalen, is gestolen. Lara krijgt een anonieme opdracht om op zoek te gaan naar een mysterieus voorwerp: de Osiris Codex. Het is niet zeker dat er een verband bestaat, maar Orisis, God van de herrijzenis en het eeuwige leven, wordt van oudsher met alchemie in verband gebracht.
Het spel bestaat uit 12 levels.